# Ван де Сандт, Макс
Макс ван де Сандт (нидерл. Max van de Sandt; 18 октября 1863, Роттердам — 14 июля 1934, Кёльн) — нидерландский пианист и музыкальный педагог.

## Биография
Сын и ученик Корнелиса Кристиана ван де Сандта, преподавателя фортепиано в одной из роттердамских музыкальных школ, занимался также под руководством Фридриха Гернсхайма. В 1884 г. учился у Ференца Листа в Веймаре; Антон Брукнер в письме этого года называет ван де Сандта в качестве представителя веймарского кружка, передавшего ему общее восхищение его Третьей симфонией. В 1889—1896 гг. преподавал в берлинской Консерватории Штерна, затем в Кёльнской консерватории, позднее продолжил в Кёльне преподавательскую деятельность, но уже частным образом. Среди учеников ван де Сандта, в частности, Ян ван Гилсе, Вильгельм Ринкенс и Фриц Брун. Автор виртуозных фортепианных пьес.